# Koalou
Koalou (Bezeichnung in Burkina Faso) oder Kourou (Bezeichnung im Benin) ist ein 68 km² umfassendes ländliches Gebiet an der Grenze zwischen Benin und Burkina Faso mit den Dörfern Niorgou-I und Niorgou-II an der Nationalstraße, die Burkina Faso über eine Brücke über den Pendjari (Oti)  mit Benin verbindet. Im Jahr 2006 hatte das Gebiet 1973 Einwohner. Die staatliche Zugehörigkeit ist seit der im August 1960 erlangten Unabhängigkeit der beiden Staaten umstritten.

## Grenzstreit
Der Grenzstreit geht darauf zurück, dass die Grenze innerhalb des damaligen Französisch-Westafrika zwischen Dahomey und Obervolta, den heutigen Republiken Benin und Burkina Faso, durch ein Dekret vom 22. Juli 1914 entlang dem Fluss Pendjari festgelegt wurde. Jedoch teilte die Kolonialverwaltung 1938 Koalou der damaligen Kolonie Dahomey (heute Benin) zu, das den Ort der Gemeinde Matéri im Département Atacora zuordnete. Daraus entstand ein lange anhaltender Streit zwischen beiden Ländern. Diese kamen im Mai 2009 überein, den Konflikt friedlich zu lösen. In der Folge wurde das Gebiet zur neutralen Zone erklärt und alle Hoheitszeichen der beiden Staaten wurden zurückgezogen.

## Gegenwärtiger Zustand
Wegen der besonderen Situation des Gebiets, aus der beide Staaten ihre Truppen zurückgezogen haben, um diplomatische Zwischenfälle zu vermeiden, ist es zum Zentrum des Benzinschmuggels geworden.